# James O. Davidson
James Ole Davidson, född 10 februari 1854 i Årdal, Norge, död 16 december 1922 i Madison, Wisconsin, var en norsk-amerikansk politiker. Han var guvernör i delstaten Wisconsin 1906-1911.
Davidson emigrerade till USA 18 år gammal. Han ändrade förnamnet Jens till James. Han gjorde en lång karriär inom delstatspolitiken i Wisconsin som republikan. Han var ledamot av Wisconsin State Assembly, underhuset i delstatens lagstiftande församling, 1893-1898. Han var delstatens finansminister (state treasurer) 1899-1903 och viceguvernör 1903-1906. Han efterträdde 1906 Robert M. La Follette som guvernör.
Davidsons grav finns på Forest Hill Cemetery i Madison.